# Ньюмен, Джо
Джо́зеф Дуайт Нью́мен (англ. Joseph Dwight Newman; 7 сентября 1922, Новый Орлеан — 4 июля 1992, Нью-Йорк) — американский джазовый трубач, композитор и педагог, наиболее известный по работе с Каунтом Бейси.

## Биография и творчество
Джо Ньюмен родился 7 сентября 1922 года в Новом Орлеане, штат Луизиана, в семье музыкантов Дуайта Ньюмена, пианиста, и его жены Луизы Ньюмен. Первые уроки музыки получил у тенор-саксофониста и мелофониста Дэвида Джонса, одного из учителей Луи Армстронга. Окончил Университет штата Алабама. Во время учёбы присоединился к университетской группе The Bama State Collegians; став её лидером, участвовал с ней в музыкальных турах.
С 1941 по 1943 год Джо сотрудничал с Лайонелом Хэмптоном, затем подписал контракт с Каунтом Бейси, с которым проработал в общей сложности тринадцать лет, прерванных короткими перерывами и более долгим периодом (с 1947 по 1952 год), проведённым с Иллинойсом Джеккетом (саксофон), Полом Куинничетом (тенор-саксофон), Милтом Джексоном (вибрафон),  Тони Скоттом (кларнет), Энди Кирком (саксофон, туба) и др. Во время своего второго периода сотрудничества с Бейси, который длился около девяти лет (с 1952 по 1961 год), он сделал несколько записей для небольших групп, где выступил качестве лидера. Он также играл во время турне Бенни Гудмена по Советскому Союзу в 1962-м .
В 1961 году Ньюмен покинул коллектив Каунта Бейси и в дальнейшем играл на бродвейских шоу, а также делал записи с такими артистами, как Джуди Гарленд, Тони Беннетт, Фрэнк Синатра, Арета Франклин и Куинси Джонс. В 1961-м он оказал помощь в создании организации Jazz Interactions, президентом которой стал в 1967 году. Его жена, Ригмор Альфредссон Ньюмен, получила должность исполнительного директора. Jazz Interactions была благотворительной организацией, целью которой являлось продвижение молодых и талантливых музыкантов, она предоставляла информационные услуги, проводила мастер-классы по джазу в школах и колледжах, а позже содержала свой собственный оркестр Jazz Interaction Orchestra, для которого писал Ньюмен.
В 1970-е и 1980-е годы Джо Ньюмен гастролировал по всему миру и записывался для различных крупных звукозаписывающих компаний. В 1975-м он вошёл в состав оркестра New York Jazz Repertory Company и вместе с ним вновь гастролировал по СССР.
В 1991 году у музыканта случился инсульт, в результате которого он получил серьёзную инвалидность. Скончался от осложнений 4 июля 1992 года в Нью-Йорке.

## Альбомы

### Как лидера бэнда
- 1954 — Joe Newman and His Band (Vanguard)
- 1954 — Joe Newman and the Boys in the Band (Storyville)
- 1955 — All I Wanna Do Is Swing (RCA Victor)
- 1955 — The Count's Men (Jazztone), также выходил как Swing Lightly)
- 1955 — I'm Still Swinging (RCA Victor)
- 1956 — New Sounds in Swing (Jazztone), с Билли Байерсом, также выходил как Byers' Guide
- 1956 — Salute to Satch (RCA Victor)
- 1956 — I Feel Like a Newman (Storyville)
- 1956 — The Midgets (Vik)
- 1957 — Locking Horns (Rama), с Zoot Sims
- 1957 — The Happy Cats (Coral)
- 1958 — Soft Swingin' Jazz (Coral)
- 1958 — Joe Newman with Woodwinds (Roulette)
- 1958 — Counting Five in Sweden (Metronome, также выходил на World Pacific)
- 1960 — Jive at Five (Swingville)
- 1961 — Good 'n' Groovy (Swingville)
- 1961 — Joe's Hap'nin's (Swingville)
- 1961 — Joe Newman Quintet at Count Basie's (Mercury)
- 1962 — In a Mellow Mood (Stash Records)
- 196? — Shiny Stockings (Honey Dew)
- 1975 — Satchmo Remembered (Atlantic)
- 1977 — At the Atlantic (Phontastic)
- 1978 — I Love My Baby (Black & Blue)
- 1984 — Hangin' Out (Concord), с Джо Уайлдером
- 1992 — A Grand Night for Swingin': The Joe Newman Memorial Album (Natasha)
- 1994 — Jazz for Playboys (Savoy)
- 1999 — In Sweden (Jazz Information)
- 2003 — Jazz in Paris: Jazz at Midnight (Sunnyside)

### Как сессионного музыканта
С Мэнни Альбамом
- The Drum Suite (RCA Victor, 1956), с Эрни Уилкинсом
- Brass on Fire (Sold State, 1966)
- The Soul of the City (Solid State, 1966)

С Лорес Александрией
- Early in the Morning (Argo, 1960)

С Джином Аммонсом
- Twisting the Jug (Prestige, 1961), с Джеком Макдаффом

С оркестром Каунта Бейси
- The Count! (Clef, 1952 [1955])
- Basie Jazz (Clef, 1952 [1954])
- The Swinging Count! (Clef, 1952 [1956])
- Dance Session (Clef, 1953)
- Dance Session Album#2 (Clef, 1954)
- Basie (album)|Basie (Clef, 1954)
- Count Basie Swings, Joe Williams Sings (Clef, 1955), с Джо Уильямсом
- April in Paris (Verve, 1956)
- The Greatest!! Count Basie Plays, Joe Williams Sings Standards, с Джо Уильямсом
- Metronome All-Stars 1956 (Clef, 1956), с Эллой Фицджеральд и Джо Уильямсом
- Hall of Fame (Verve, 1956 [1959])
- Basie in London (Verve, 1956)
- One O'Clock Jump (Verve, 1957), с Джо Уильямсом и Эллой Фицджеральд
- Count Basie at Newport (Verve, 1957)
- The Atomic Mr. Basie (Roulette, 1957), он же Basie и E=MC2
- Basie Plays Hefti (Roulette, 1958)
- Sing Along with Basie (Roulette, 1958), с Джо Уильямсом и Lambert, Hendricks & Ross
- Basie One More Time (Roulette, 1959)
- Breakfast Dance and Barbecue (Roulette, 1959)
- Everyday I Have the Blues (Roulette, 1959), с Джо Уильямсом
- Dance Along with Basie (Roulette, 1959)
- Not Now, I'll Tell You When (Roulette, 1960)
- The Count Basie Story (Roulette, 1960)
- Kansas City Suite (Roulette, 1960)
- Back with Basie (Roulette, 1962)
- High Voltage (MPS, 1970)

С Луи Беллсоном и Джином Крупой
- The Mighty Two (Roulette, 1963)

С Бобом Брукмайером
- Jazz Is a Kick (Mercury, 1960)
- Gloomy Sunday and Other Bright Moments (Verve, 1961)

С Рэем Брайантом
- Dancing the Big Twist (Columbia, 1961)
- MCMLXX (Atlantic, 1970), гость на 1 треке

С Бенни Картером
- 'Live and Well in Japan! (Pablo Live, 1978)

С Баком Клейтоном
- The Huckle-Buck and Robbins' Nest (Columbia, 1954)
- How Hi the Fi (Columbia, 1954)
- Jumpin' at the Woodside (Columbia, 1955)
- All the Cats Join In (Columbia 1956)
- Jam Session #1 (Chiaroscuro Records, 1974)
- Jam Session #2 (Chiaroscuro Records, 1975)

С Арнеттом Коббом
- Keep On Pushin' (Bee Hive, 1984)

С Элом Коном
- Mr. Music (RCA Victor, 1955)
- The Natural Seven (RCA Victor, 1955)
- That Old Feeling (RCA Victor, 1955)
- Four Brass One Tenor (RCA Victor, 1955)

С Хэнком Крофордом
- Double Cross (Atlantic, 1968)
- Mr. Blues Plays Lady Soul (Atlantic, 1969)

С Эдди Дэвисом
- Count Basie Presents Eddie Davis Trio + Joe Newman (Roulette, 1958), с Каунтом Бейси

С Бо Диддли
- Big Bad Bo (Chess, 1974)

С Декстером Гордоном
- Swiss Nights Vol. 3 (SteepleChase, 1975 [1979]), гость на 1 треке

С Фредди Грином
- Mr. Rhythm (RCA Victor, 1955)

С Эл Греем
- The Last of the Big Plungers (Argo, 1959)
- The Thinking Man’s Trombone (Argo, 1960)

С Эдди Харрисом
- The Electrifying Eddie Harris (Atlantic, 1967)
- Plug Me In (Atlantic, 1968)
- Silver Cycles (Atlantic, 1968)

С Коулменом Хокинсом
- Things Ain't What They Used to Be (Swingville, 1961), как часть Prestige Swing Festival

С Джонни Ходжесом
- Sandy's Gone (Verve, 1963)

С Милтом Джексоном
- Plenty, Plenty Soul (Atlantic, 1957)

С Иллинойсом Джеккетом
- The King! (Prestige, 1968)
- The Soul Explosion (Prestige, 1969)

С Эдди Джефферсоном
- Things Are Getting Better (Muse, 1974)

С Баддом Джонсоном
- Off the Wall (Argo, 1964)

С Джей Джей Джонсоном
- Broadway Express (RCA Victor, 1965)

С Эттой Джонс
- Etta Jones Sings (Roulette, 1965)

С Куинси Джонсом
- The Birth of a Band! (Mercury, 1959)
- Golden Boy (Mercury, 1964)
- I/We Had a Ball (Limelight, 1965)
- Quincy Plays for Pussycats (Mercury, 1959-65 [1965])

С Ирен Крал
- SteveIreneo! (United Artists, 1959)

С Юсефом Латифом
- Part of the Search (Atlantic, 1973)

С Манделлом Лоу
- Satan in High Heels (Charlie Parker, 1961), саундтрек

С Джуниором Мэнсом
- I Believe to My Soul (Atlantic, 1968)

С Херби Мэнном
- Latin Mann (Columbia, 1965)
- Our Mann Flute (Atlantic, 1966)

С Джеком Макдаффом
- The Fourth Dimension (Cadet, 1974)

С Гэри Макфарландом
- The Jazz Version of "How to Succeed in Business without Really Trying" (Verve, 1962)
- Tijuana Jazz (Impulse!, 1965), с Кларком Терри
- Profiles (Impulse!, 1966)

С Джимми Макгриффом
- The Big Band (Solid State, 1966)
- A Bag Full of Blues (Solid State, 1967)

С Джеем Макшенном
- The Last of the Blue Devils (Atlantic, 1978)

С Modern Jazz Quartet
- Plastic Dreams (Atlantic, 1971)

С Джеймсом Муди
- Moody and the Brass Figures (Milestone, 1966)

С Оливером Нельсоном
- Main Stem (Prestige, 1962)
- Oliver Nelson Plays Michelle (Impulse!, 1966)
- Happenings (Impulse!, 1966), с Хэнком Джонсом
- Encyclopedia of Jazz (Verve, 1966)
- The Sound of Feeling (Verve, 1966)

С Дэвидом Ньюменом
- Bigger & Better (Atlantic, 1968)

С Бадди Ричем
- The Wailing Buddy Rich (Norgran, 1955)

С Джеромом Ричардсоном
- Groove Merchant (Verve, 1968)

С Ширли Скотт
- Roll 'Em: Shirley Scott Plays the Big Bands (Impulse!, 1966)

С Джимми Смитом
- Hoochie Coochie Man (Verve, 1966)

С Дакотой Стейтон
- I Want a Country Man (Groove Merchant, 1973)

С Сонни Ститтом
- Kaleidoscope (Prestige, 1952 [1957])
- Sonny Stitt Plays Arrangements from the Pen of Quincy Jones (Roost, 1955)
- The Matadors Meet the Bull (Roulette, 1965)
- I Keep Comin' Back! (Roulette, 1966)
- The Champ (Muse Records, 1973)

С Кларком Терри и Чико О'Фэрриллом
- Spanish Rice (Impulse!, 1966)

С Эдди Винсоном
- Clean Head's Back in Town (Bethlehem, 1957)

С Фрэнком Уэссом
- Jazz for Playboys (Savoy, 1957)

С Ларри Уиллисом
- A New Kind of Soul (LLP, 1970)

С Каем Уиндингом
- Kai Olé (Verve, 1961)